# Nils Gredeby
Nils Eric Gredeby, född 31 mars 1954 i Borås, är en svensk dramaturg, översättare, dramatiker, manusförfattare och teaterregissör.

## Biografi
Från 1984 och vidare på 1990-talet var han dramaturg på Unga Klara. Han har översatt dramatik från franska, engelska och grekiska åt både scenteatrar och Radioteatern, bland andra Harold Pinter och Tony Kushner. Han har skrivit manus till flera av Suzanne Ostens filmer. 1993 regisserade han Johann Wolfgang von Goethes Faust åt Radioteatern, den första uppsättningen av Britt G. Hallqvists översättning från 1959.

## Dramatik
- 1986 Metamorfos, Unga Klara, tillsammans med Hildegard Bergfeld (även regi), med Inga Sarri
- 1989 Underbarn, Unga Klara (även regi), med Inga Landgré, Björn Kjellman & Gunilla Röör
- 1991 Pyret - något som liknar en kärlekskomedi, Unga Klara, efter Donald W Winnicotts The Piggle, regi Suzanne Osten, med Etienne Glaser, Ann Petrén & Tom Fjordefalk
- 1996 Irinas nya liv, Unga Klara, efter Irina von Martens Irinas bok, med Ann Petrén, Simon Norrthon & Lennart Jähkel
- 1999 Besvärliga människor, Unga Klara, regi Suzanne Osten, med Etienne Glaser, Lennart Jähkel, Andreas Kundler & Ann Petrén
- 2009 Solen Gustav, Unga Dramaten på Elverket, regi Anette Norberg

## Regi
- 1988 De uppriktiga av Pierre de Marivaux, Radioteatern, med Lena T. Hansson, Krister Henriksson, Philip Zandén & Björn Kjellman
- 1992 Kvinnorna från Trachis av Ezra Pound, Radioteatern, med Krister Henriksson, Meta Velander & Pia Johansson
- 1993 Faust av Johann Wolfgang von Goethe, Radioteatern, med Peter Haber, Krister Henriksson, Tord Peterson, Sten Ljunggren, Anders Ahlbom Rosendahl, Reuben Sallmander, Harry Brandelius, Reine Brynolfsson, Sif Ruud & Viveka Seldahl